# Aizoon glinoides
Aizoon glinoides är en isörtsväxtart som beskrevs av Carl von Linné d.y.. Aizoon glinoides ingår i släktet Aizoon och familjen isörtsväxter. Inga underarter finns listade i Catalogue of Life.